# Al-Marashidah
Al-Marashidah (tiếng Ả Rập: المراشدة) là một thị trấn của Syria nằm ở quận Abu Kamal, Deir ez-Zor. Theo Cục Thống kê Trung ương Syria (CBS), Al-Marashidah có dân số 4.346 trong cuộc điều tra dân số năm 2004.
Thị trấn nằm dưới sự kiểm soát của Nhà nước Hồi giáo Iraq và Levant vào đầu năm 2014 trong cuộc Nội chiến Syria. Đến ngày 24 tháng 1 năm 2019, Al-Marashidah là một trong những khu định cư Syria cuối cùng còn lại dưới sự kiểm soát của Nhà nước Hồi giáo, với Lực lượng Dân chủ Syria chiến đấu để kiểm soát thị trấn. Vào ngày hôm sau, ISIL đã thực hiện nhiều cuộc tấn công tự sát vào SDF, trong nỗ lực phá vỡ vòng vây, cho phép họ chiếm lại các phần của Al-Baghuz Fawqani, ở phía nam. Vào ngày 7 tháng 2 năm 2019, SDF đã bắt giữ Al-Marashidah và các khu vực lân cận khác từ ISIL, bao vây hoàn toàn ISIL tại thị trấn Al-Baghuz Fawqani.